# Linea sbilanciata

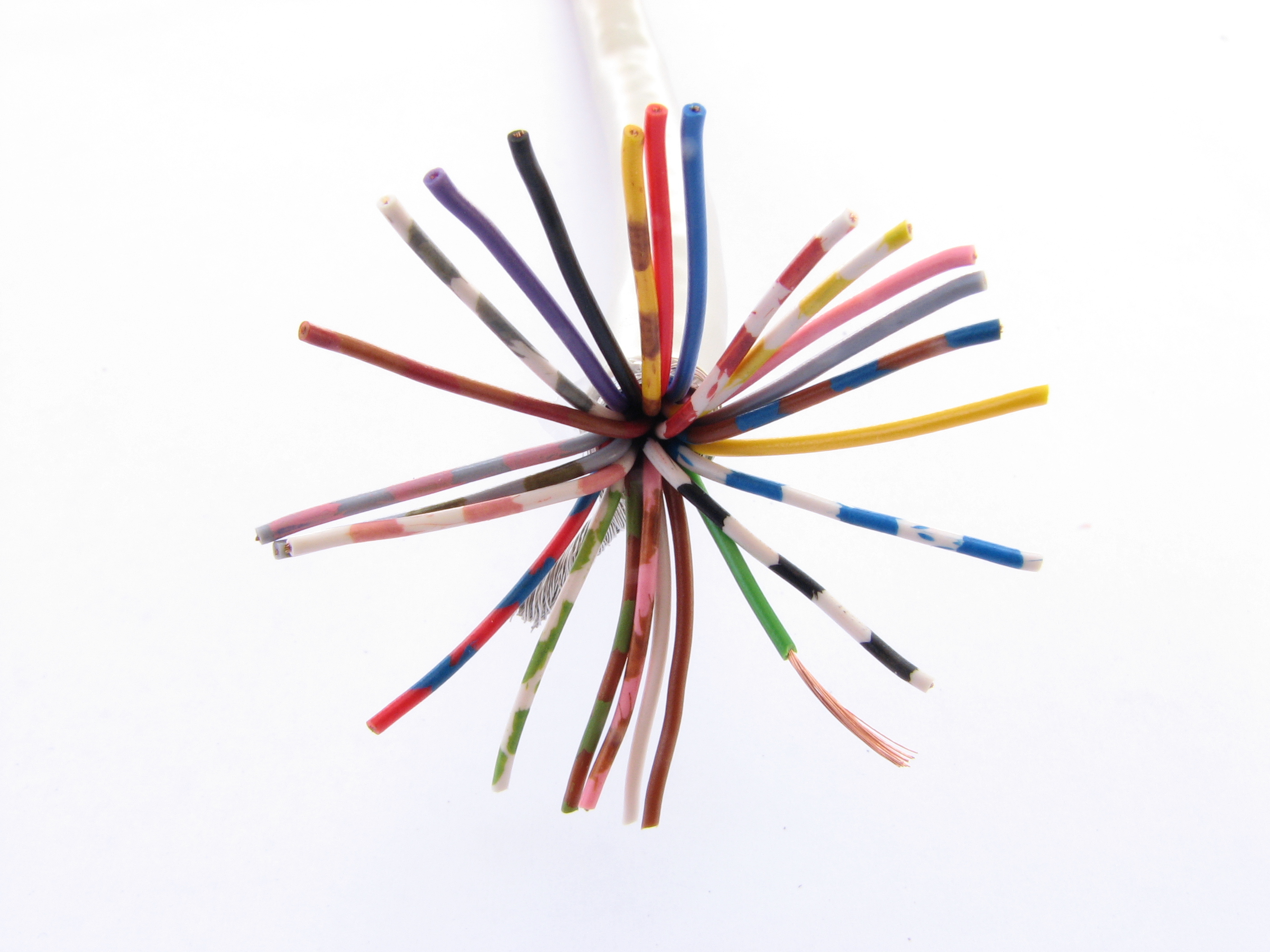
Un cavo multicore in grado di supportare 25 linee di trasmissione sbilanciate

In elettrotecnica, una linea sbilanciata o asimmettrica è una linea di trasmissione semplice (la più semplice), costituita di base da due soli conduttori. I cavi coassiali, i cavi a microstriscia, o anche le piste nei circuiti stampati, sono tutti esempi di linee sbilanciate. Tuttavia, il termine viene usato più comunemente quando ci si trova in presenza sia di linee bilanciate che sbilanciate, esterne ai macchinari, come nei sistemi Audio, e serve per differenziarne la tipologia.

## Descrizione generale
Nelle linee sbilanciate, l'impedenza rispetto alla massa è spesso differente tra i due conduttori, in quanto uno dei due è normalmente collegato a massa, e in molti casi serve per schermare la linea stessa dai campi elettromagnetici esterni. Il conduttore di massa può risultare in comune tra circuiti indipendenti multipli, e per tale motivo può essere indicato anche come "conduttore comune". 
Il conduttore ad impedenza maggiore di quello di massa, può anche essere denominato "contatto caldo".

## Linee telegrafiche
Il primo utilizzo delle linee di trasmissione sbilanciate fu per le comunicazioni mediante telegrafo elettrico. Queste erano costituite da fili singoli tesi tra poli. Il percorso di ritorno per la corrente in origine era fornito da un conduttore separato. Alcuni primi sistemi telegrafici, come il telegrafo ad ago sperimentale di Schilling (1832) ed il telegrafo a cinque aghi di Cooke e Wheatstone (1837) utilizzati dalle ferrovie britanniche fili di codifica multipli. Essenzialmente, essi erano un bus parallelo di codifica. In questi sistemi il costo del conduttore di ritorno non era così significativo (un conduttore su sette per il primo telegrafo ad aghi di Schilling ed un conduttore su sei per il telegrafo di Cooke e Wheatstone) ma il numero dei conduttori di codifica venne progressivamente ridotto con il miglioramento dei sistemi. Ben presto fu richiesto un solo filo di codifica con i dati trasmessi in modo seriale. Esempi importanti di questi sistemi a filo singolo erano il telegrafo di Morse (1837) e il telegrafo di Cooke e Wheatstone ad ago singolo (1843). In tali sistemi il costo di un conduttore di ritorno raggiungeva pienamente il 50 per cento del costo dei cavi. È stato poi scoperto che un conduttore di ritorno poteva essere sostituito con un percorso di ritorno attraverso il terreno utilizzando puntazze di messa a terra. L'uso del percorso di ritorno attraverso il terreno ha comportato un notevole risparmio sui costi ed è diventato rapidamente la norma.
Per portare linee telegrafiche indipendenti multiple in grandi edifici o tra le stazioni, spesso erano necessari cavi telegrafici sotterranei. Questi cavi assumevano la forma di conduttori isolati multipli racchiusi da uno schermo metallico e da una guaina protettiva complessiva. In tali cavi la schermatura può esser usata come conduttore di ritorno. I cavi telegrafici sottomarini erano costituiti, solitamente, da un conduttore singolo protetto da armatura in filo di acciaio, in pratica un cavo coassiale. Il primo cavo transatlantico di questo tipo fu completato nel 1866.
Le prime linee telefoniche (il telefono era stato inventato nel 1876) usavano lo stesso schema di trasmissione del telegrafo, con fili singoli sbilanciati. Ma a causa della diffusa introduzione della rete elettrica nelle abitazioni, la comunicazione telefonica iniziò a risentire di vari disturbi sulla linea. Così, si iniziarono ad usare linee bilanciate telefoniche, per contrastare questo problema, e la consuetudine moderna per il modo in cui si presenta una linea telefonica è il cavo a doppino ritorto bilanciato.

## Linee coassiali

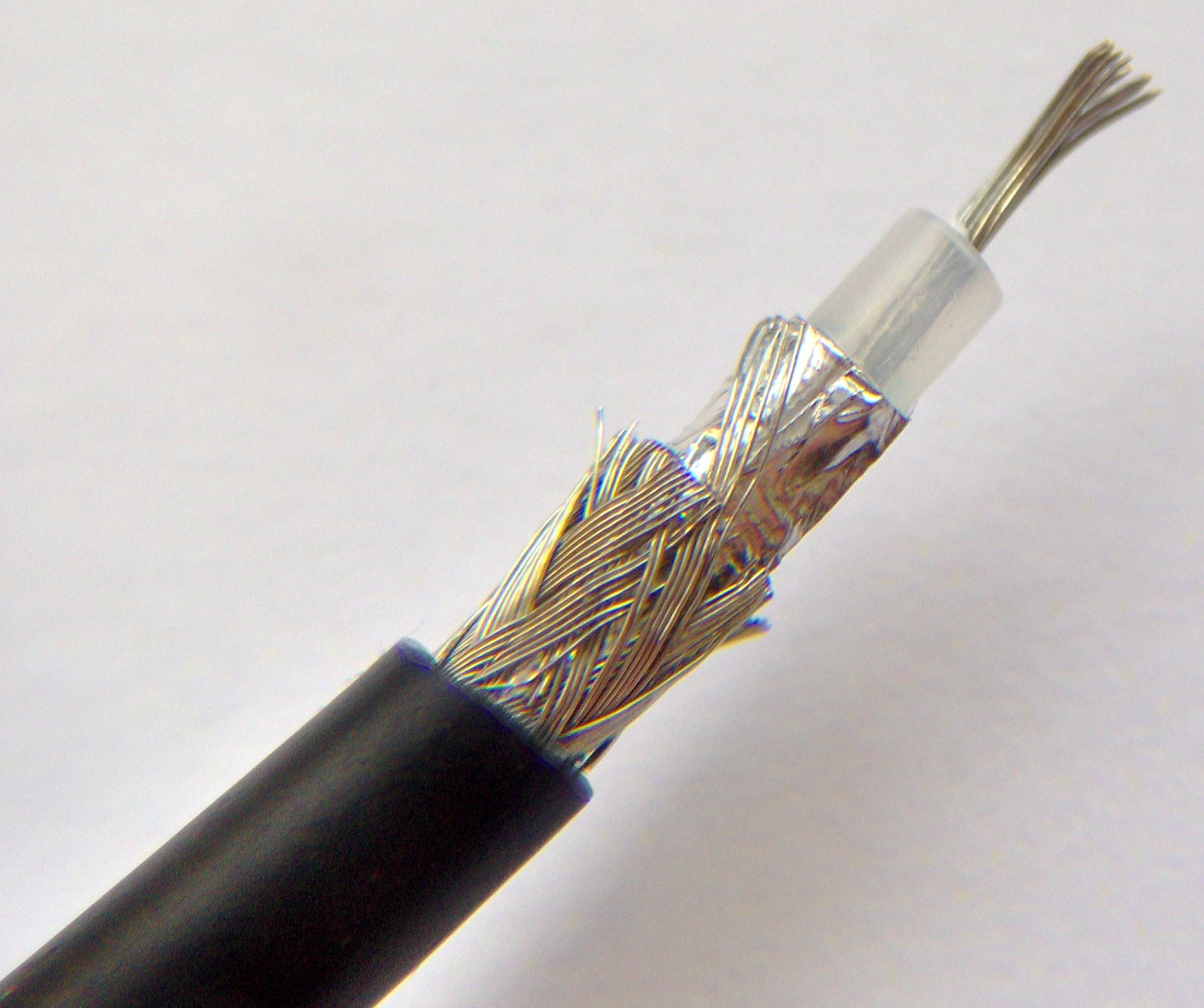
Cavo coassiale

Una linea coassiale ha un conduttore centrale, per il segnale, circondato da un conduttore schermante cilindrico. Il conduttore schermante normalmente è connesso a massa. Il formato coassiale fu sviluppato durante la seconda guerra mondiale per l'utilizzo nei radar. In origine era costruito con tubi di rame rigidi, ma la forma usuale oggi è un cavo flessibile con uno schermatura intrecciatata. I vantaggi del cavo coassiale sono una schermatura elettrostatica teoricamente perfetta e parametri di trasmissione altamente prevedibili. Quest'ultimo è il risultato della geometria fissa del formato che porta ad una precisione non riscontrata con fili liberi. I sistemi a filo aperto sono inoltre influenzati da oggetti vicini che alterano la configurazione del campo attorno al conduttore. Un cavo coassiale non soffre di tali effetti poiché il campo è interamente contenuto all'interno del cavo a causa della schermatura che circonda il tutto.
Le linee coassiali rappresentano la norma per le connessioni tra i radiotrasmettitori e le loro antenne, per le interconnessioni tra strumenti elettronici in cui sono coinvolte le HF o frequenze superiori e, in precedenza, erano ampiamente utilizzate per realizzare le reti locali prima che il doppino ritorto diventasse popolare per questo scopo.
Il cavo triassiale è una variante del cavo coassiale con un secondo conduttore schermante che circonda il primo con uno strato di isolamento nel mezzo. Oltre a fornire una schermatura aggiuntiva, i conduttori esterni possono essere utilizzati per altri scopi come fornire alimentazione agli strumenti o segnali di controllo. Il cavo triassiale è largamente usato per il collegamento di telecamere negli studi televisivi.

## Tecnologie planari

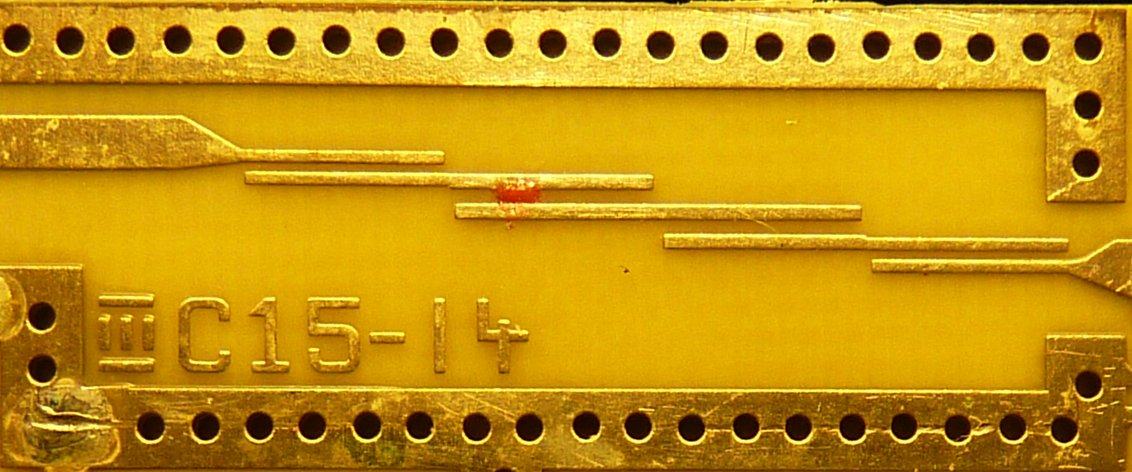
Linee di trasmissione ad accoppiamento parallelo a microstriscia. La configurazione forma un filtro passa-banda

Le linee di trasmissione con formato planare sono conduttori piatti fabbricati con una serie di tecniche su un substrato. Quasi sempre rappresentano un formato sbilanciato. Alle basse velocità di trasmissione dei primi telegrafi, solo quando la trasmissione era su una distanza di molte miglia era necessario considerare la teoria della linea di trasmissione per un progetto circuitale. Allo stesso modo, le frequenze audio utilizzate dai telefoni sono relativamente basse e la teoria della linea di trasmissione diventa significativa solo per distanze pari ad almeno quelle che ci sono tra gli edifici. Tuttavia, alle frequenze radio che sono più elevate e alle frequenze delle microonde, le considerazioni legate alle linee di trasmissione possono diventare importanti per il funzionamento interno del dispositivo, anche alle dimensioni di qualche centimetro. Alle velocità di trasmissione dati molto elevate gestite dai moderni processori per computer, le considerazioni legate alle linee di trasmissione possono anche essere importanti per il funzionamento interno di un singolo circuito integrato. Le tecnologie planari furono sviluppate per questi tipi di applicazioni con dispositivi di piccole dimensioni e non sono molto appropriate per le trasmissioni a lunga distanza.
Linea a striscia
La linea a striscia è costituita da un conduttore piatto con un piano di massa sia sopra che sotto il conduttore. La variante della linea a striscia in cui lo spazio tra i due piani di massa è completamente riempito con un materiale dielettrico è talvolta indicata come triplate. Una linea a striscia può essere prodotta incidendo il modello della linea di trasmissione su un circuito stampato. La parte inferiore di questo supporto viene lasciata completamente ricoperta di rame e forma il piano di massa inferiore. Un secondo supporto è fissato sopra il primo. Questo secondo supporto non ha modelli sulla parte inferiore ma ha uno strato piano di rame sulla parte superiore per formare il piano di massa superiore. Un rivestimento con foglio di rame può essere avvolto attorno ai due supporti per collegare elettricamente i due piani di terra saldamente insieme. D'altra parte, le linee a striscia per applicazioni ad alta potenza, come i radar, saranno più probabilmente realizzate con solide strisce di metallo con supporti isolanti disposti periodicamente, essenzialmente con dielettrico ad aria.
Linea a microstriscia
La linea a microstriscia è simile alla linea a striscia ma è aperta sopra il conduttore. Non c'è un dielettrico o un piano di massa sopra la linea di trasmissione, c'è solo un dielettrico e un piano di massa sotto la linea. La linea a microstriscia rappresenta un formato popolare,
specialmente nei prodotti domestici, poiché i componenti a microstriscia possono essere realizzati utilizzando le consolidate tecniche di produzione dei circuiti stampati. I progettisti sono così in grado di mescolare circuiti a componenti discreti con componenti a microstriscia. Inoltre, poiché il supporto per il circuito stampato deve essere comunque realizzato, i componenti a microstriscia non comportano costi di fabbricazione aggiuntivi. Per applicazioni in cui le prestazioni sono più importanti rispetto ai costi si può utilizzare un substrato ceramico invece di un circuito stampato. La linea a microstriscia presenta un altro piccolo vantaggio rispetto alla linea a striscia: a parità di impedenza le larghezze delle linee sono maggiori per la microstriscia e quindi le tolleranze di produzione e la larghezza minima sono meno critiche per le linee ad alta impedenza. Uno svantaggio del microstriscia è che il modo di propagazione del campo elettromagnetico non è del tutto trasverso. A voler essere rigorosi, l'analisi delle linee di trasmissioni standard non si dovrebbe applicare perché sono presenti altri modi di propagazione, tuttavia può essere un'approssimazione utilizzabile.
Circuiti integrati
Le connessioni all'interno dei circuiti integrati sono normalmente planari, quindi le linee di trasmissione planari sono una scelta naturale dove sono necessarie. La necessità di linee di trasmissione si trova più di frequente nei circuiti integrati per microonde. Ci sono moltissimi materiali e tecniche usati per realizzare questi circuiti e le linee di trasmissione possono essere formate con una qualsiasi di queste tecnologie.
Le linee di trasmissione planari sono usate per molte altre cose oltre che semplicemente collegare componenti o unità insieme. Possono essere utilizzate esse stesse come componenti e unità. Qualsiasi formato di linea di trasmissione può essere utilizzato in questo modo, ma per i formati planari è spesso il loro scopo principale. I tipici blocchi circuitali implementati dalle linee di trasmissione includono filtri, divisori di potenza e accoppiatori direzionali e adattatori di impedenza. Alle frequenze delle microonde, i componenti discreti devono essere di piccole dimensioni e ciò può risultare poco pratico, allora una soluzione basata sulle linee di trasmissione è l'unica praticabile. D'altra parte, a basse frequenze, come per le applicazioni audio, i dispositivi basati su linee di trasmissione dovrebbero essere grandi e anche ciò risulterebbe poco pratico.

## Linee di potenza
La distribuzione dell'energia elettrica è normalmente sotto forma di trasmissione trifase bilanciata. Tuttavia, in alcune località remote dove è richiesta una potenza relativamente piccola, si può utilizzare un sistema con ritorno via terra a filo singolo (SWER - Single-Wire Earth Return).